# Паяс (река)
Паяс (тур. Payas Çay), также Якаджик (Yakacık Çayı) — небольшая река в Турции. Берёт начало на западных склонах хребта Нур протекает на восток и впадает в залив Искендерун Средиземного моря. И исток и устье находятся на территории района Паяс ила Хатай Средиземноморского региона. Площадь водосбора 129 км².
Реку Паяс современные историки (Вальтер Диттбернер, Марсель Дьёлафуа) отождествляют с рекой Пинар (др.-греч. Πίναρος), местом важной битвы между македонским царём Александром Великим и персидским царём Дарием. По другой версии Пинар — это река Деличай (Дели-Чай, Дели, Deliçay) в 9 км к северу.
Хотя считается, что битва состоялась на реке Пинар у города Исс (около Эрзиня), Дарий пересёк хребет Нур через Аманикские Ворота вдоль современной дороги Газиантеп — Османие и спустился на юг в тыл Александру Великому, который направился форсированным маршем к Мириандру близ Искендеруна. Обе армии встретились на равнине у реки Паяс. Александр Великий выиграл битву, завладел богатым обозом и семьёй Дария.
Согласно описанию местности, данному у Ханса Дельбрюка, верхнее течение реки идёт в крутых скалистых ущельях и потому почти непереходимо. Среднее течение также совершенно недоступно для кавалерии и трудно проходимо для пехоты. Только последние 1600 м до устья проходимы для пехоты, а последние 500 м трудно проходимы для кавалерии.